# Бёйс, Сара
Сара Бёйс (нидерл. Sarah Buis; род. 20 марта 2000, Де-Билт, Утрехт) — нидерландская ватерполистка, игрок сборной Нидерландов. Бронзовый призёр летних Олимпийских игр 2024 года, чемпионка мира 2023 года, чемпионка Европы 2024 года.

## Карьера
На чемпионате мира 2019 года Сара была в составе взрослой национальной сборной в качестве запасного вратаря Джоанн Кендерс. На том турнире сборная Нидерландов стала 7-й.
В 2022 году на чемпионате мира в Будапеште в составе сборной стала обладателем бронзовой медали. На чемпионате мира 2023 года в Фукуоке сборная Нидерландов, в составе которой играла Сара, обыграв итальянок в полуфинале и испанок в финале стала чемпионом мира.
Зимой 2024 года нидерландская сборная одержала победу на чемпионате Европы в Эйндховене, в составе команды была Сара Бёйс.
Бёйс была включена в олимпийскую сборную для участия в Играх 2024 года в Париже, где нидерландки проиграли испанкам в полуфинале после серии послематчевых штрафных бросков. В матче за третье место Нидерланды обыграли действующих чемпионок из Соединенных Штатов и стали бронзовыми призёрами Олимпиады.